# Jérôme-Maximilien Borgella
Pour les articles homonymes, voir Borgella.
Jérôme-Maximilien Borgella est un général et homme politique haïtien. Né à Port-au-Prince le 5 juin 1773, il y est décédé le 30 mars 1844.

## Biographie
Charpentier, il rejoint l'insurrection en 1789, se rallie aux troupes françaises de Napoléon Bonaparte puis rejoint de nouveau les insurgés. Le 21 septembre 1811, il succède à André Rigaud comme président du conseil départemental du Sud puis se soumet à Alexandre Pétion le 20 mars 1812. Le président Jean-Pierre Boyer, lui confie ensuite des commandements importants et il lui restera fidèle jusqu’à sa mort.